# Storkyrkobadet

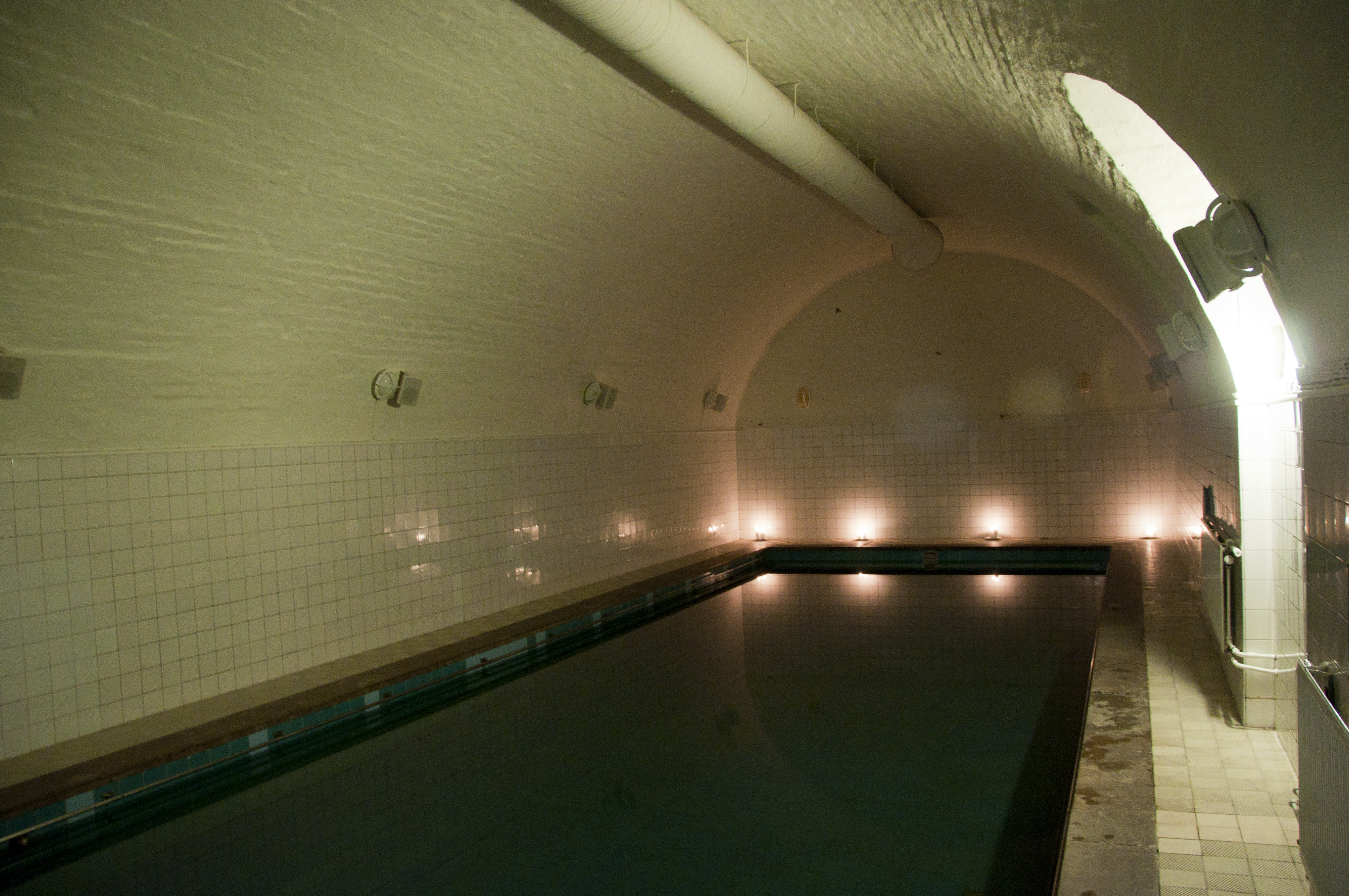
Storkyrkobadets bassäng, 2010.

Storkyrkobadet är ett offentligt inomhusbad i Storkyrkoskolan i Gamla stan, Stockholm. Adressen är samma som skolans, Svartmangatan 20-22.

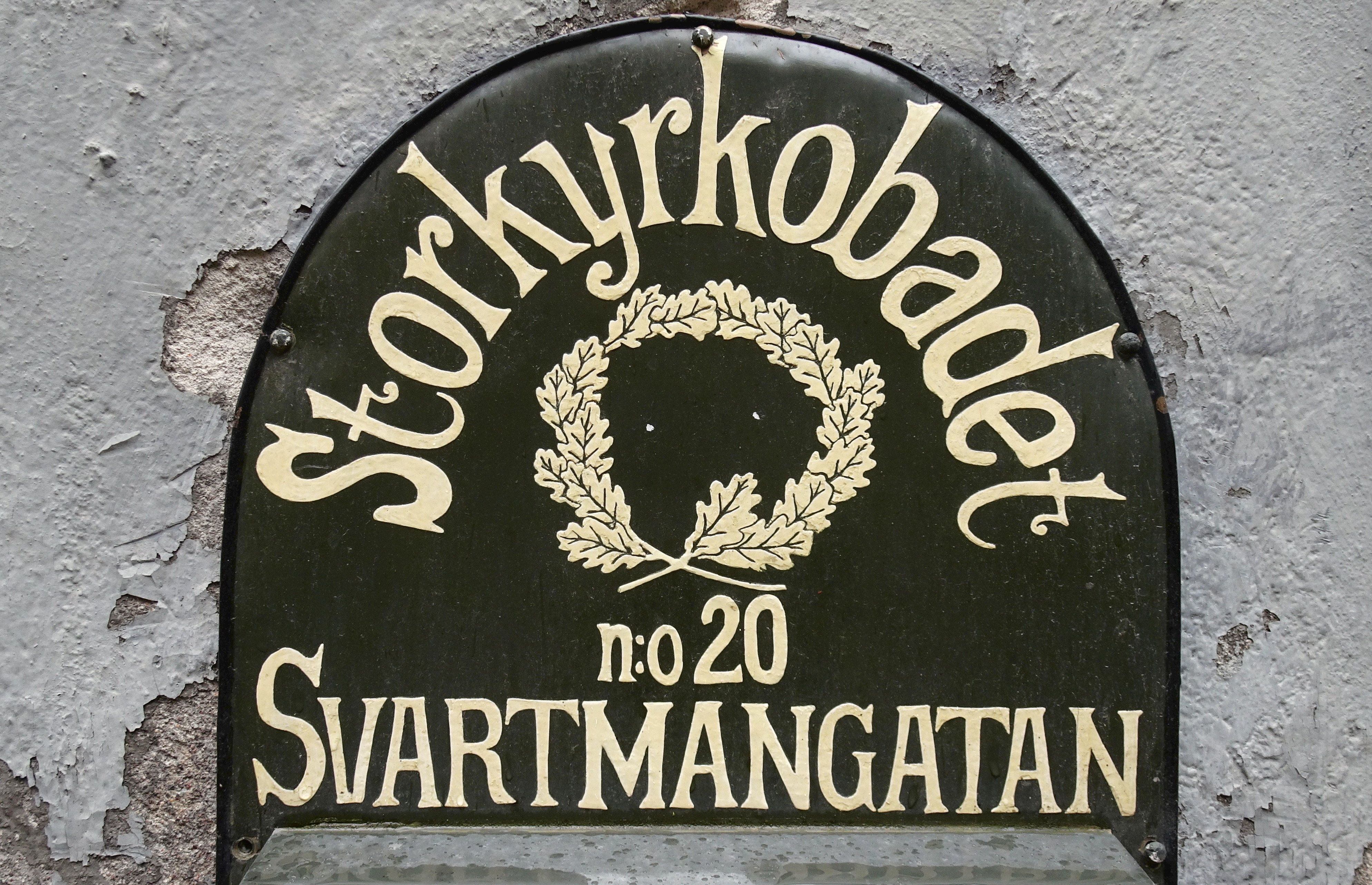

Badet ligger i skolans källarvalv från 1750-talet. Här fanns bland annat vinlager och kolförråd. Redan på 1890-talet hade dåvarande Nicolai skola en badinrättning för skolbarn. Nuvarande bad tillkom 1932 när den nya byggnadsdelen för Storkyrkoskolan uppfördes. För ritningarna stod arkitekt Ärland Noreen. Från början hade badet en simhall med bassäng och små porslinsbadkar med dusch ovanför. 1945 kompletterades badet med bastu och anläggningen öppnades för allmänheten samt drevs av Stockholms stad. Under 1980-talet fanns planer på att lägga ner badet men kunde bevaras av den “Ideella föreningen Storkyrkobadarna”. För sin kulturinsats att bevara badet och driva det vidare fick föreningen 1991 priset “Guldkängan” av Dagens Nyheter.